# فهرست شهرهای جمهوری دومینیکن
شهرهای جمهوری دومینیکن مطابق با تعریف جمعیت شهری به منظور سرشماری ۲۰۰۲ میلادی مشخص شده‌اند.

## نقشه

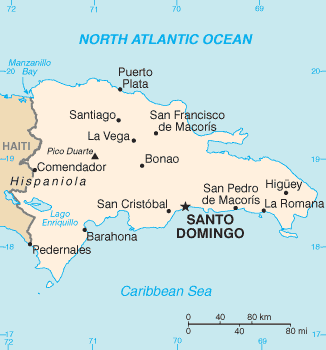
نقشه جمهوری دومینیکت